# Limosina moesta
Limosina moesta är en tvåvingeart som beskrevs av Villeneuve 1918. Limosina moesta ingår i släktet Limosina och familjen hoppflugor. Inga underarter finns listade i Catalogue of Life.